# Bogdan Jankowski (tancerz)
Bogdan Stanisław Jankowski (ur. 28 lipca 1937) – polski tancerz, choreograf i pedagog.

## Życiorys
W latach 1957–1960 był tancerzem w zespole baletowym Feliksa Parnella w Operze Łódzkiej. Jako solista zadebiutował w 1957 w spektaklu Parada Parnella na scenie Opery Łódzkiej. W latach 1960–1966 był solistą zespołu Śląskiej Estrady Wojskowej we Wrocławiu. Ponadto współpracował z Polskim Baletem Charakterystycznym w Warszawie. Od 1966 pracował jako solista w Teatrze Wielkim w Łodzi.
Był wieloletnim pedagogiem Ogólnokształcącej Szkoły Baletowej im. Feliksa Parnella w Łodzi.

## Odznaczenia
- Złoty Krzyż Zasługi (dwukrotnie: po raz drugi 17 października 2018[4])
- Srebrny Medal „Zasłużony Kulturze Gloria Artis” (25 maja 2006)[5]